# Collonge-Bellerive

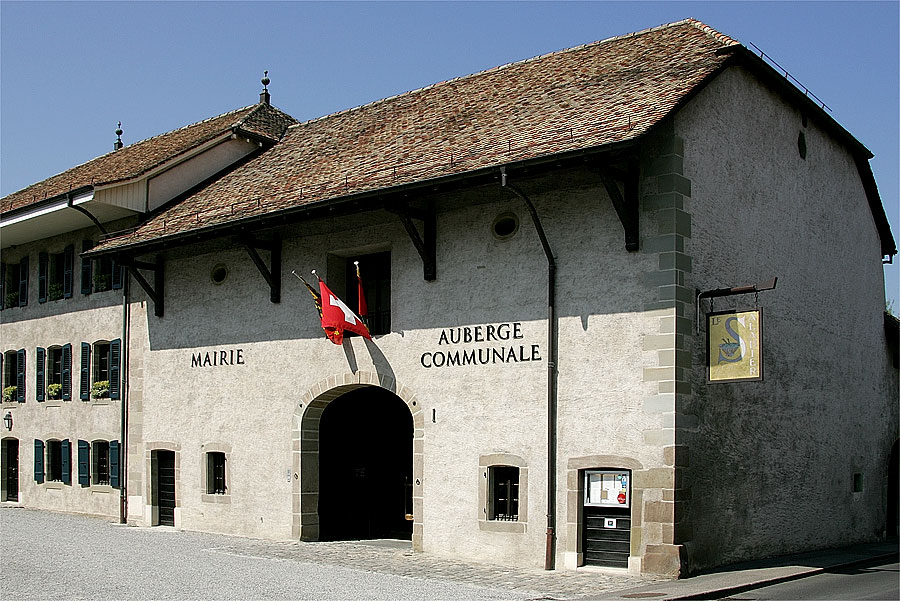
Tòa thị chính ở Collonge-Bellerive

Collonge-Bellerive là một đô thị thuộc bang Genève, Thụy Sĩ. Đô thị này nằm ở tả ngạn hồ Genève và có diện tích 610 ha. Các đô thị bao quanh gồm Cologny, Vandœuvres, Choulex, Meinier, và Corsier, Collonge-Bellerive có các làng Collonge và Vésenaz cùng các thôn nhỏ St-Maurice, Bellerive và La Californie.